# Селища в Украйна
Селищата (на украински: Населені пункти) в Украйна се разделят на две основни групи — градски и селски. Градските населени места могат да бъдат градове или селища от градски тип, а селските - села или селища от селски тип. Според преброяването от 2001 година в страната има 1344 градски и 28 621 селски населени места. Почти всички селища имат собствен орган на местно самоуправление — градски, селски или селищен съвет.
През 1995 година част от селищата получават статут на „планински“. Това са селища, разположени в планински области, за които се смята, че имат по-големи стопански и социални проблеми и ограничен достъп до обществен транспорт.

## Градове
Градовете обикновено са големи селища, които често са административни центрове на области и райони. Разделят се на три категории:
- Градове с особен статут, които в административно отношение са самостоятелни области
- Градове с областно значение, които имат статут на самостоятелни райони
- Градове с районно значение — всички останали градове

Градовете се управляват от градски съвет, като за разлика от останалите видове селища винаги имат свой съвет. Някои от градовете с особен статут и с областно значение се разделят на по-малки административни единици, които също се наричат райони.
Към 2001 година общият брой на градовете е 454, от които два са с особен статут (Киев и Севастопол), 178 са с областно значение и 274 са с районно значение.

## Селища от градски тип
Селищата от градски тип са населени места, които обикновено са по-малки от градовете, на са донякъде индустриализирани или са разположени в близост до урбанизирана зона. Официално те се наричат просто „селища“, като същото име се използва и за значително по-малките селища от селски тип (вижте по-долу). Селищата от градски тип обикновено се управляват от селищен съвет, като в някои случаи са административни центрове на райони.
Към 2001 година броят на селищата от градски тип е 890, като 783 от тях имат свой селищен съвет.

## Села
Селата са най-многобройните населени места в Украйна, като тази категория обхваща повечето неурбанизирани селища. Управляват се от селски съвет, който може да отговаря за едно или няколко села.
Към 2001 година броят на селата е 27 190, а на селските съвети – 10 278.

## Селища от селски тип (хутори)
В административната система на Украйна наименованието селище се използва както за селищата от градски тип, така и за значително по-малки неурбанизирани населени места, които обикновено са по-малки от селата. В миналото те са наричани хутори, рибарски и вилни селища и други, като в много случаи става дума дори за обособени ферми. За да се избегне двусмислеността на наименованието, съществуват планове за преименуване на този тип населени места на хутори. Повечето селища от селски тип са част от селски съвет, макар че понякога попадат и под управлението на други съвети.
Към 2001 година броят на хуторите е 1266.